# Mezina
Mezina (en allemand : Messendorf ; en polonais : Mezyna) est une commune du district de Bruntál, dans la région de Moravie-Silésie, en République tchèque. Sa population s'élevait à 394 habitants en 2021.

## Géographie
Mezina se trouve à 4 km au sud-sud-est de Bruntál, à 59 km à l'ouest-nord-ouest d'Ostrava et à 218 km à l’est de Prague.
La commune est limitée par Bruntál au nord, par Dlouhá Stráň et Razová à l'est, par le quartier Karlovec de Bruntál et Nová Pláň au sud, et par Moravskoslezský Kočov à l'ouest.

## Histoire
La première mention écrite de la localité date de 1258.

## Transports
Par la route, Mezina se trouve à 6 km de Bruntál, à 79 km d'Ostrava et à 291 km de Prague.